# 乌勒瓦尔球场
乌勒瓦尔球场（挪威語：Ullevaal Stadion，挪威語發音：[ˈʉlːəvɔl]）是一座位于挪威首都奥斯陆的专业足球场，是挪威國家足球隊的主场，也是挪威盃决赛的赛场。体育场建成于1926年，自建成至2009年乌勒瓦尔球场曾作为利恩足球會的主场。1999年至2017年间这里也是華拉倫加足球會的主场。乌勒瓦尔体育场约有28,000个座席，是挪威最大的足球场。这座球场是挪威足球協會的资产。